# Hybanthus arenarius
Hybanthus arenarius är en violväxtart som beskrevs av Ernst Heinrich Georg Ule. Hybanthus arenarius ingår i släktet Hybanthus och familjen violväxter. Inga underarter finns listade i Catalogue of Life.